# Ashoro
Ashoro (足寄町?) è una cittadina giapponese della prefettura di Hokkaidō.